# Темрюкский маяк
Темрюкский — маяк, расположенный в устье реки Кубань вблизи города Темрюк (Краснодарский край, Россия), на  Азовском море.

## История
Первый навигационный несветящий знак был выстроен на подходе к Темрюку в 1860 году. В 1873 году чуть севернее этого знака построили еще один; образовавшийся створ указывал вход в Темрюкский лиман. В 1902 году был разработан проект отдельного морского канала, после строительства которого судоходство в районе Темрюка значительно возросло. В связи с этим в 1912 году было принято решение об установке в этой части Азовского моря светового маяка.
Строительство маяка было начато в 1913 году и, несмотря на Первую мировую войну, было завершено в 1916 году. Маяк представлял собой железную башню цилиндрической формы высотой 7,3 метров с фонарным сооружением, светившим белым проблесковым огнем на 20,5 миль. Во время Великой Отечественной войны Темрюк был оккупирован немецкими войсками, в ходе боёв за город маяк был разрушен.
После войны, в 1947 году, на месте разрушенного маяка была установлена временная деревянная вышка, а в 1957 году построена каменная восьмигранная башня призматической формы с фонарным сооружением. Высота башни от основания — 14 метров, высота огня над уровнем моря — 69 метров. В 1970 году на маяке был установлен светооптический проблесковый аппарат, который светит белым и красным проблесковыми огнями с дальностью видимости 20 миль (белый) и 13 миль (красный).